# Војко Чвркић
Војко Чвркић (* 1898 – † 1942) био је југословенски адвокат, политичар и министар.

## Биографија
Родио се у Рошцима, близу Чачка; у њима је похађао основну школу, а гимназију у Чачку, док је студије права завршио на Универзитету у Београду. Током студентских дана био је члан удружења Словенски југ. По дипломирању бавио се адвокатуром, а са братом Михаилом, пољопривредником по занимању, почетком 1930-их година постаје један од најистакнутијих припадника опозиције шестојануарском режиму у чачанском крају, по чему добијају живописан надимак „кабларски орлови“.
Упркос томе, браћа Чвркићи 1935. међу првима прелазе у новоосновану владајућу Југословенску Радикалну Заједницу (наводно у замену за четрдесетогодишњу концесију над коришћењем Овчар Бање).
У страначкој хијерархији Војко Чвркић брзо напредује, те је већ у јуну 1936. ушао у Главни одбор странке, а убрзо постаје и потпредседник Народне скупштине. Милан Стојадиновић га октобра 1937. поставља за министра пошта, телеграфа и телефона. У влади Драгише Цветковића, Чвркић је министар без портфеља, а у Скупштини председник Посланичког клуба ЈРЗ.
Почетком 1942. био је хапшен од стране окупационих власти заједно са својим синовцем Гвозденом, а 9. децембра су га на Каблару убили четници команданта Предрага Раковића, наводно због Чвркићевих амбиција да преузме вођство над покретом од Драже Михаиловића.